# 개런티드 레이트 필드

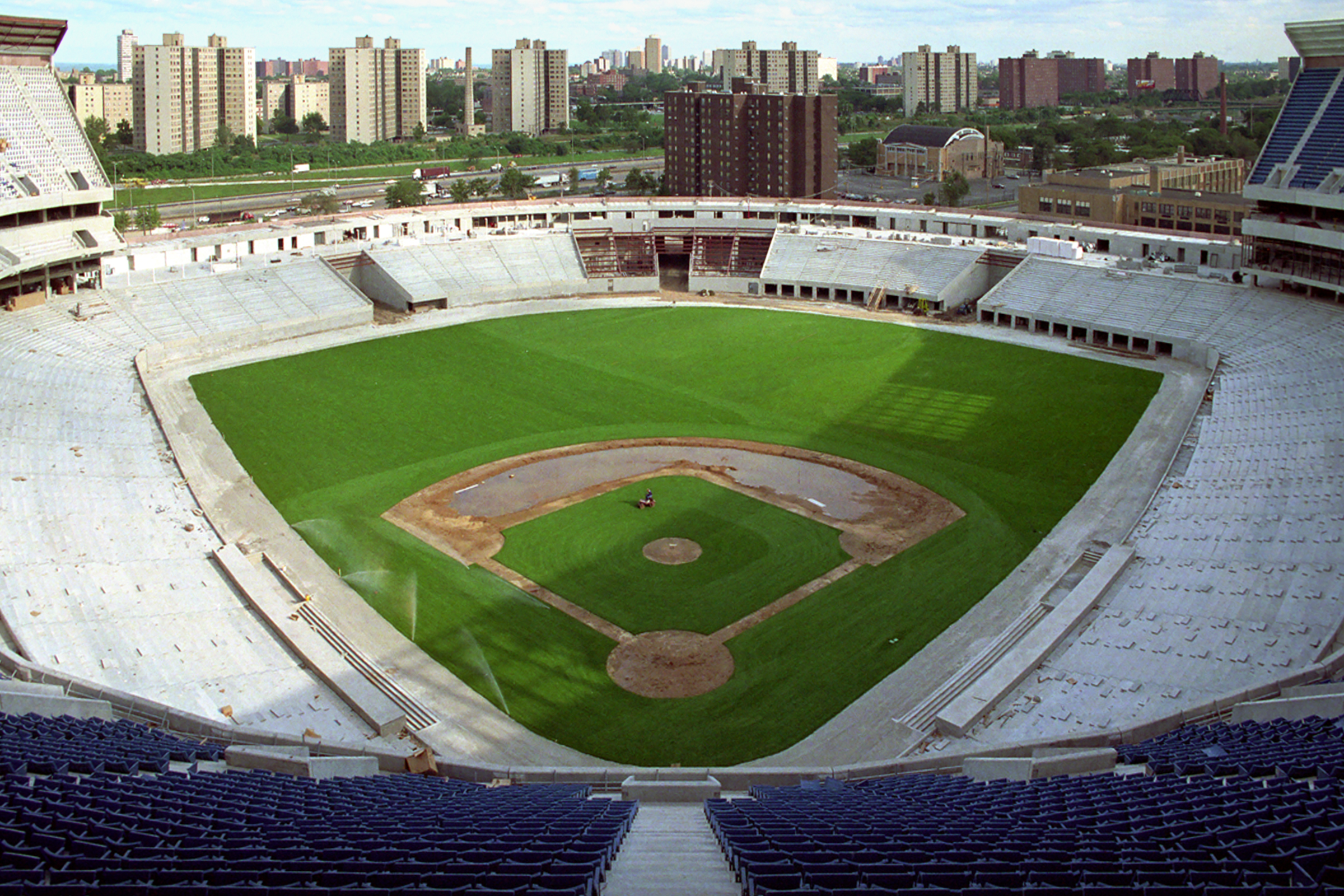
View from the upper deck during construction, September 1990

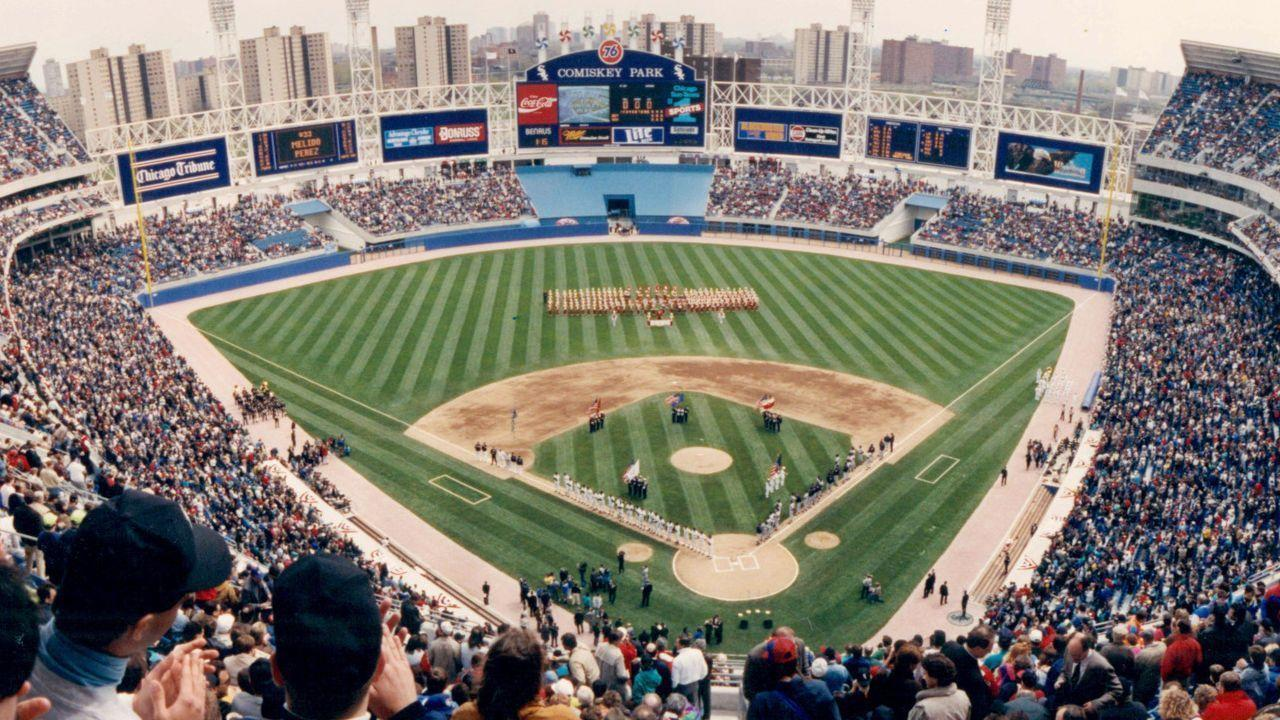
New Comiskey Park on opening day, April 18, 1991

개런티드 레이트 필드(Guaranteed Rate Field)는 미국 일리노이주 시카고에 있는 야구장이다. 미국 메이저 리그 아메리칸리그에 소속된 프로야구팀 시카고 화이트삭스의 홈구장으로 1991년 4월 18일 개장했다. 수용인원은 4만 7609명이다.
낡은 코미스키 파크(Comiskey Park)를 쓰고 있었던 당시 계속 낡은 구장에 대한 불만이 거세지자, 구단주 협의회 회장이였던 제리 레인스도프가 새 구장을 지어주지 않는다면 세인트피터스버그로 연고지를 옳기겠다는 초강수를 두며 박차에 가해졌다. 개장 당시의 명칭은 뉴 코미스키 파크(New Comiskey Park)였으나, 2003년 무선통신회사인 US 셀룰러와, 2016년 모기지 회사인 게런티드 레이트와 명명권 계약으로 현재의 명칭으로 바뀌었다.
| 메이저 리그 베이스볼 올스타전 개최 경기장 |                         |                  |
| 2002년                                    | 2003년 U.S. 셀룰러 필드 | 2004년           |
| 밀러 파크                                 | 2003년 U.S. 셀룰러 필드 | 미닛 메이드 파크 |
|                                           |                         |                  |
|                                           |                         |                  |

## 같이 보기
- 카멜백 랜치-글렌데일